# Адажиник, Владислав Валерьевич
Владислав Валерьевич Адажиник (род. 4 апреля 1997) — украинский регбист, выступавший за клуб «Динамо» (Москва) и сборную Украины по регби. Играет на позиции флай-хава (10 номер). Чемпион Украины в составе «Олимпа» (Харьков).

## Биография
Родился в городе Ирпень, Бучанский район Киевской области, Украина. С детства занимался футболом, в 14 лет увлекся регби и через год оставил футбол. С юношеской команды играл именно на позиции флай-хава. Первая команда РК «Ирпень», первый тренер Сергей Брюзгин.

## Карьера

### Олимп
В составе харьковского «Олимпа» стал чемпионом Украины по классическому регби, по регби-7, обладателем кубка Украины по регби-7. В розыгрыше кубка 2020 года стал лучшим игроком турнира.

### Динамо (Москва)
В феврале 2021 Адажиник перешел в московское «Динамо», которое выступало в высшей лиге. По итогам сезона 2020—2021 клуб вышел в Регбийную Премьер-Лигу и Адажиник стал игроком стартового состава.
22 августа 2021 «Динамо» одержало первую победу в премьер-лиге, сенсационно обыграв «Красный Яр». Адажиник в этой игре набрал решающие для команды очки, забив под конец матча дроп-гол и точно реализовав штрафной удар. В декабре 2021 года Владислав Адажиник покинул «Динамо», уехав развивать свою карьеру во Франции. Долгое время регбист восстанавливался от травм и посещал просмотры в различных клубах, только в начале 2024 года подписал контракт с клубом «Гавр». 